# アルベリック
アルベリック、アルベリクス（Albéric、Albericus 、生年不詳 - 1109年（または1108年）1月26日）はカトリック教会に属する修道会、シトー会の創設者の一人。列聖もされている。
生年と若年の足跡は明らかではないが、少なくともシトーの初代院長モレームのロベールがモレームから新天地シトーを目指した時、すでにモレーム修道院には在籍しており、ロベールが1098年に「新修道院（後のシトー修道院）」を設立した時には、ロベールに従いステファン・ハーディング（3代目シトー院長）らとともにディジョン近郊にあった森シトー（現在のサン＝ニコラ＝レ＝シトー）へ移った。ロベールが1年ほどでシトーを離れモレームに戻ると、その後を継いで1099年に2代目のシトー修道院院長に就いた。
1100年、アルベリックは教皇パスカリス2世より特権状を取り付け、シトー会を教皇の直属とすることに成功した。1106年にはブルゴーニュ公の援助を受け、シトーの森にシトー会における最初の石造教会堂を建設した。また、アルベリックが定めたとされるシトー会の規約に『習慣規則』 (Consuetudines) というものがある。これには礼拝形式と修道士および助修士の生活のあり方が規定されている。そして一般に言われる「反クリュニー」としてのシトー会の象徴、白い修道服を採用したのもアルベリックが院長であった時代の出来事である。この白い修道服の採用にあたっては、アルベリックの夢の中に聖母マリアが現れて白い修道服を示唆したという伝説がある。
アルベリックの活動は、シトー会の「将来をたしかなものにすることに成功した」、「基礎を固めた」と評される。また、『シトー修道院設立小史』によれば、アルベリックは学問に精通しており、その名声ゆえに貴族出身の多くの知識人がシトー修道院へ入会を希望したという。
ちなみに、先述したシトー会最初の石造教会堂は聖母マリアに献堂されたものであるが、これ以降の歴史の中で数多く建設される全てのシトー会の聖堂もまた聖母マリアに捧げられるという伝統を作った。

## 関連文献
- ルイス・J・レッカイ 著、朝倉文市、函館トラピスチヌ 訳『シトー会修道院』平凡社、1989年。ISBN 9784582717112。